# Robert L. Carneiro
Robert Leonard Carneiro (Nova York, 4 de junho de 1927 - New Hampshire, 24 de junho de 2020) foi um antropólogo americano e curador do Museu Americano de História Natural. Sua teoria da circunscrição explica como os primeiros estados políticos podem ter se formado como resultado de interações entre restrições ambientais, pressões populacionais e guerras.
Carneiro fez o primeiro curso de antropologia durante a graduação na Universidade de Michigan, enquanto estudava Ciência Política com o objetivo de se tornar advogado. Como presente de formatura, seu pai (que esperava que seu filho dirigisse o negócio da família algum dia) organizou uma viagem ao redor do mundo em um transatlântico. Após a viagem, Carneiro passou a trabalhar na empresa do pai, fabricando prensas usadas para imprimir revistas e jornais.
Viajar pelo mundo, no entanto, alimentou seu interesse pela antropologia. Sua pesquisa de pós-graduação o levou ao Brasil, onde um trabalho de campo com um povo indígena, os Cuicuros, revelou grandes terraplenagens e antigas trincheiras. Com base nessas observações, ele obteve o doutorado em 1957 e passou a lecionar em várias universidades.
Carneiro foi um evolucionista cultural influente. Ele trabalhou em direção a uma teoria geral para explicar o surgimento da cultura política, fortemente oposta às tendências humanísticas e não científicas da antropologia. Seu trabalho continua influente, mas também tem seus críticos.

## Lista de trabalhos selecionados
- "The transition from quantity to quality: a neglected causal mechanism in accounting for social evolution", in Proceedings of the National Academy of Sciences 97 (2000): 12926-12931.
- "Process vs. stages: a false dichotomy in tracing the rise of the state", in Nikolay Kradin, Andrey Korotayev, Dmitri Bondarenko, Victor de Munck et Paul Wason (dir.), Alternatives of Social Evolution, Far Eastern Branch of the Russian Academy of Sciences, Vladivostok, 2000, p. 52-58.
- The Muse of History and the Science of Culture. Nova York: Kluwer Academic / Plenum Publishers, 2000[7]
- ""What Happened at Flashpoint? Conjectures on Chiefdom Formation at the Very Moment of Conception." In Chiefdoms and chieftaincy in the Americas. Ed. por Elsa M. Redman, pp. 18–42. Gainesville: University Press of Florida, 1998.
- Evolutionism in Cultural Anthropology: A Critical History. Westview Press, Boulder, CO, 2003.
- The Evolution of the Human Mind from Supernaturalism to Naturalism. An Anthropological Perspective. Nova York: Eliot Werner Publications, Inc., 2010. ISBN 0979773121